# Frueskov
Frueskov (tysk Marienhölzung) er et cirka 200 hektar stort skovområde i Flensborg i det nordlige Tyskland. Skoven ligger på en stor randmoræne vest for byens centrum med en stor variation af træer og buske. Morænen når her en højde af 64 m.o.h. Frueskoven er dermed byens højeste punkt. I skoven gror overvejende løvtræer som bøg og eg. En del af skovarealet blev derudover tilplantes med nåletræer som graner, sitkagraner og japansk lærk. Tværs gennem skoven løber Marieåen, som har udløb i Flensborg Fjord. Skoven tjener som lokalt, bynært rekreationsområde.
Skovområdet byder på et godt udbygget vejnet med en samlet længde på 22 km veje og stier. Siden 1990 er der oprettet en biologisk læresti med informationstavler, som fortæller om skovens økologiske sammenhænge.
I en del af skoven befinder sig en sangermindelund, hvor enkelte flensborgske kor- og sangforeninger hver har opført en mindesten. Stedet tjener om sommeren som mødested for diverse musikalske sammenkomster. Blandt korene er også et dansk kor. Ved siden af skovens restaurant står en af regionens ældste ege, som skønnes til at være op mod 250 år gammel. Dette træ er nu fredet. I Frueskoven ligger også resterne af vandborgen Eddebo (Eddeboe) fra det 13. århundrede. 
Hele arealet dyrkes efter principperne for naturnær skovdrift. 